# 星夜斑蟾
星夜斑蟾（學名：Atelopus arsyecue）是蟾蜍科斑足蟾屬的一個種，是哥倫比亞聖瑪爾塔內華達山脈的特有物種。其自然棲息地為海拔2,000公尺至3,500公尺的亞安第斯和安第斯森林、亞安地斯高山草甸和安地斯高山草甸。繁殖在水流湍急的河流中進行。它因其獨特的體色而得名，體色主要為黑色，帶有白色斑點。
星夜斑蟾主要受到壺菌病和棲息地喪失的威脅。再加上該地區交通不便，30多年來，人們一直擔心該物種已經滅絕。然而，索格羅姆的阿爾瓦科社區知道這種動物繼續存在，他們稱這種動物為古納（gouna），並將其棲息地視為神聖之地。2019年，該部落同意與研究人員合作，並向他們展示活體種群，這是研究人員30多年來首次看到該物種。

## 描述
星夜斑蟾身長不到5公分。其體色由黑底上斑駁的不規則白色斑塊組成。白色斑紋可以是單獨的斑點，也可以是相互連接的馬賽克。它們的皮膚紋理由均勻覆蓋的疣構成。